# Xpedition
Le Xpedition est un petit navire de croisière construit en Allemagne pour la flotte de Celebrity Cruises.

## Histoire
C'est la seule unité de classe Xpedition détenue par cet opérateur.

De petite taille, il est spécialisé dans l'accueil d'un petit nombre de passagers pour des croisières de découverte des îles Galápagos.